# Hội UFO học Đài Loan
Hội UFO học Đài Loan (tiếng Trung: 台灣飛碟學會, viết tắt TUFOS) là một nhóm xã hội ở Đài Loan chuyên nghiên cứu khoa học về UFO, nền văn minh thời tiền sử, sức mạnh siêu nhiên, khoa học đời sống, khoa học vũ trụ và nhiều hiện tượng khác nhau có thể liên quan đến người ngoài hành tinh. Đây là nhóm duy nhất ở Đài Loan chuyên nghiên cứu về UFO nên khi có báo cáo về việc nhìn thấy UFO ở Đài Loan, những người chứng kiến sẽ gửi hình ảnh về tổ chức này, truyền thông Đài Loan cũng thường trích dẫn kết quả phân tích của các thành viên trong hội dưới dạng tin tức về UFO.

## Lịch sử
- Năm 1993, do một nhóm những người đam mê khởi xướng, ban đầu tổ chức này gọi là Hội Nghiên cứu UFO học Trung Hoa.
- Năm 2000, tên tổ chức được đổi thành Hội nghiên cứu UFO học Đài Loan.
- Năm 2003, tên tổ chức được đổi thành Hội UFO học Đài Loan.
- Chủ tịch hiện tại là ông Hoàng Triêu Minh.

## Chủ tịch
- Lã Ưng Chung (呂應鐘)
- Hà Hiển Vinh (何顯榮)
- Lưu Thiệu Bảo (劉紹寶)
- Hoàng Triêu Minh (黃朝明)
- Đặng Diệu Hùng (鄧耀雄)
- Ngô Chí Hồng (吳志鴻)
- Hoàng Triêu Minh (黃朝明)